# Joelija Starodoebtseva
Joelija Starodoebtseva (Kachovka, 17 februari 2000) is een tennisspeelster uit Oekraïne. Zij is actief in het internationale tennis sinds 2016.

## Loopbaan
In de jaren 2018–2022 speelde Starodoebtseva niet of nauwelijks. In 2023 ging zij weer voortvarend van start, en won zij vier ITF-titels. Op het Australian Open speelde zij in 2024 haar eerste grandslampartij – daarmee kwam zij binnen op de top 150 van de wereldranglijst. Later dat jaar, op Wimbledon 2024, bereikte zij de tweede ronde. In oktober 2024 bereikte zij als kwalificante de kwartfinale van het WTA 1000-toernooi van Peking – daarmee maakte zij haar entrée tot de top 100 van de mondiale ranglijst van het enkelspel.
Op Roland Garros 2025 bereikte Starodoebtseva de derde ronde.

## Posities op deWTA-ranglijst
Positie per einde seizoen:
| jaar | rang enkelspel | rang dubbelspel |
| ---- | -------------- | --------------- |
| 2017 | 1145           | 1059            |
|      |                |                 |
| 2023 | 160            | 191             |
| 2024 | 97             | 266             |

## Resultaten grandslamtoernooien
| Legenda | Legenda                          |
| ------- | -------------------------------- |
| g.t.    | geen toernooi gehouden           |
| l.c.    | lagere categorie                 |
| –       | niet deelgenomen                 |
| G       | uitgeschakeld in de groepsfase   |
| 1R      | uitgeschakeld in de eerste ronde |
| 2R      | uitgeschakeld in de tweede ronde |
| 3R      | uitgeschakeld in de derde ronde  |
| 4R      | uitgeschakeld in de vierde ronde |
| KF      | uitgeschakeld in de kwartfinale  |
| HF      | uitgeschakeld in de halve finale |
| F       | de finale verloren               |
| W       | het toernooi gewonnen            |
| w-v     | winst/verlies-balans             |

### Enkelspel
| toernooi        | 2024 | 2025 |
| --------------- | ---- | ---- |
| Australian Open | 1R   | 1R   |
| Roland Garros   | 1R   | 3R   |
| Wimbledon       | 2R   | 2R   |
| US Open         | 1R   |      |

### Vrouwendubbelspel
| toernooi        | 2025 |
| --------------- | ---- |
| Australian Open | –    |
| Roland Garros   | 2R   |
| Wimbledon       | 1R   |
| US Open         |      |